# Rio Brădeşti
O Rio Brădeşti é um rio da Romênia afluente do Rio Jiu, localizado no distrito de Dolj.